# Polynemus dubius
Polynemus dubius är en fiskart som beskrevs av Bleeker, 1854. Polynemus dubius ingår i släktet Polynemus och familjen Polynemidae. Inga underarter finns listade i Catalogue of Life.